# CLIP2002〜2007&MORE
『CLIP2002〜2007&MORE』（クリップ2002-2007アンドモア）は、日本の歌手中森明菜のミュージック・ビデオ。この映像作品は2009年7月29日にユニバーサルシグマよりリリースされた (DVD: UMBK-1137)。

## 背景
『CLIP2002〜2007&MORE』は、2009年7月29日にDVD (UMBK-1137)で発売された。また、2009年3か月連続アルバムリリースの第二弾となるカバー・アルバム『フォーク・ソング2 〜歌姫哀翔歌』と同時発売となった。収録内容は、中森が2002年にユニバーサルミュージックに在籍して以降リリースしたアルバムの初回限定盤のDVD映像をまとめたビデオ・クリップ集で、ミュージック・ビデオや、メイキング映像、対談映像などの既発映像に加えて、カバー・アルバム『-ZEROalbum- 歌姫2』のレコーディング映像（特別編）や、カバー・アルバム『歌姫3 〜終幕』のレコーディング映像、42枚目のシングル「Days」のプロモーションビデオ・メイキング映像や、「TV-SPOT集」といった本作初収録映像も収められた。抽選でスペシャルグッズが当たるキャンペーンも展開された。

## 批評
『CDジャーナル』の鷺沼晶良は本作について「彼女が歌番組黄金期のよく練られたカメラ・ワークと一発入魂のパフォーマンスで魅了した時代を知っていると、ライブ映像をPVにした『落花流水』が一番見ごたえがある。」と批評した。

## 収録内容
| #   | タイトル                                                                                           | 作詞                           | 作曲                             | 編曲     |
| --- | -------------------------------------------------------------------------------------------------- | ------------------------------ | -------------------------------- | -------- |
| 1.  | 「原始、女は太陽だった」(video clip)                                                               | 及川眠子                       | MASAKI                           | 岩崎文紀 |
| 2.  | 「MOONLIGHT SHADOW-月に吠えろ」(video clip)                                                        | 高見沢俊彦                     | 小室哲哉                         | 小室哲哉 |
| 3.  | 「『-ZEROalbum- 歌姫2』レコーディング映像 〜瑠璃色の地球/秋桜/異邦人〜」                           | 松本隆・さだまさし・久保田早紀 | 平井夏美・さだまさし・久保田早紀 | 千住明   |
| 4.  | 「-『ZEROalbum- 歌姫2』TV-SPOT」                                                                   |                                |                                  |          |
| 5.  | 「The Heat 〜musica fiesta〜」(video clip)                                                         | Adya                           | URU                              | URU      |
| 6.  | 「「The Heat 〜musica fiesta〜」TV-SPOT」                                                          |                                |                                  |          |
| 7.  | 「missed U」(video clip)                                                                           | SHE                            | 243                              | 243・URU |
| 8.  | 「『Resonancia』TV-SPOT」                                                                          |                                |                                  |          |
| 9.  | 「『Akina Nakamori〜歌姫ダブル・ディケイド』TV-SPOT」                                              |                                |                                  |          |
| 10. | 「Days」(video clip)                                                                               | 中森明菜                       | 織田哲郎                         | 武部聡志 |
| 11. | 「「Days」メイキング映像」                                                                         |                                |                                  |          |
| 12. | 「「Days」TV-SPOT」                                                                                |                                |                                  |          |
| 13. | 「『I hope so』TV-SPOT」                                                                           |                                |                                  |          |
| 14. | 「『歌姫3 〜終幕』レコーディング映像〜傘がない/スローなブギにしてくれ/ハリウッド・スキャンダル〜」 | 井上陽水・松本隆・阿木燿子     | 井上陽水・南佳孝・都倉俊一       | 千住明   |
| 15. | 「『歌姫3 〜終幕』オフィシャルインタビュー」                                                       |                                |                                  |          |
| 16. | 「『歌姫3 〜終幕』TV-SPOT」                                                                        |                                |                                  |          |
| 17. | 「落花流水」(video clip from 『LIVE TOUR 2006 The Last Destination』)                              | 松本隆                         | 林田健司                         | 坂本昌之 |
| 18. | 「「落花流水」TV-SPOT」                                                                            |                                |                                  |          |
| 19. | 「花よ踊れ」(video clip)                                                                           | 夏蓮                           | 羽場仁志                         | 上杉洋史 |
| 20. | 「「花よ踊れ」TV-SPOT」                                                                            |                                |                                  |          |
| 21. | 「チャイナタウン」(video clip)                                                                     | 山川啓介                       | 矢沢永吉                         | 千住明   |
| 22. | 「いい日旅立ち」(video clip)                                                                       | 谷村新司                       | 谷村新司                         | 上杉洋史 |
| 23. | 「『歌姫ベスト 〜25th Anniversary Selection〜』TV-SPOT」                                           |                                |                                  |          |
| 24. | 「あの夏の日」(video clip)                                                                         | エリコ                         | 市川淳                           | 市川淳   |
| 25. | 「「あの夏の日」メイキング映像」                                                                   |                                |                                  |          |
| 26. | 「『バラード・ベスト 〜25th Anniversary Selection〜』TV-SPOT」                                     |                                |                                  |          |
| 27. | 「『艶華 -Enka-』レコーディング映像 〜無言坂〜」                                                   | 市川睦月                       | 玉置浩二                         | 鳥山雄司 |
| 28. | 「『艶華 -Enka-』対談：千住明氏」                                                                  |                                |                                  |          |
| 29. | 「『艶華 -Enka-』TV-SPOT」                                                                         |                                |                                  |          |

## クレジット
『CLIP2002〜2007&MORE』のライナー・ノーツより
| - A&R: MASAO HATA (UNIVERSAL SIGMA) - アシスタントA&R: YUKI ISHI (UNIVERSAL SIGMA) - Head of Marketing & Product Management Division: 大原浩 (UNIVERSAL SIGMA) - セールス・プロモーション: NAOKO IWASAKI (UNIVERSAL SIGMA) - Heads of Media Promotion: DAISUKE FUJIKAWA and CHIE ITOH (UNIVERSAL SIGMA) - プロダクション・プロデューサー: MASASHI KANEKO and SHINYA KONDOH - EED: SHINJI OSHIKANE (CRAZY TV) - MA: NAOKO IGAKI (CRAZY TV) - DVDエンコーディング: HIDEAKI WATANABE (Video-Tech Co., Ltd.) - DVDオーサリング: TAKASHI SAITA (Video-Tech Co., Ltd.) - DVDメニュー・デザイン: NAMI OGAWA (Video-Tech Co., Ltd.) | - DVDコーディネーション: YASUHIRO KIKUCHI (Video-Tech Co., Ltd.) - アート・ディレクション: MASASHI FUKUTANI (amana Interactive) - シューティング・コーディネーション: KAZ OGISO - 撮影: RYO KANZAKI - スタイリスト: MIKA TANIGUCHI - Faithway: YUMIKO KAWABATA - アートワーク・コーディネーション: 宮本仁美 (UNIVERSAL MUSIC LLC) - レーベル・ヘッド: 森淳一 (UNIVERSAL SIGMA) - スーパーヴァイザーズ: 佐々友成、川原伸司 - エグゼクティヴ・プロデューサーズ: 寺林晁 (UNIVERSAL MUSIC LLC)、藤倉尚 (UNIVERSAL SIGMA) - エグゼクティヴ・プロデューサー & ディレクター: 門村崇志 |

## リリース履歴
| 発売日        | レーベル           | 規格 | 品番      | 備考  |
| ------------- | ------------------ | ---- | --------- | ----- |
| 2009年7月29日 | ユニバーサルシグマ | DVD  | UMBK-1137 |       |
| 2010年9月22日 | ユニバーサルシグマ | DVD  | UMBK-9224 | [ 6 ] |
| 2012年9月26日 | ユニバーサルシグマ | DVD  | UMBK-9224 | [ 7 ] |
| 2013年6月19日 | ユニバーサルシグマ | DVD  | UMBK-9224 | [ 8 ] |
| 2017年3月8日  | ユニバーサルシグマ | DVD  | UPBY-9039 |       |
| 2020年10月7日 | ユニバーサルシグマ | DVD  | UPBY-9114 |       |

## 参照
1. 1 2  “CLIP 2002-2007 & MORE - UNIVERSAL MUSIC JAPAN”.  ユニバーサルミュージック合同会社. 2012年7月31日閲覧。
2. 1 2  “中森明菜/CLIP2002〜2007&MORE [DVD] - CDJournal.com”.   音楽出版社. 2012年7月31日閲覧。
3. ↑  “中森明菜 / フォーク・ソング2〜歌姫哀翔歌 [CD] [アルバム] - CDJournal.com”.   音楽出版社. 2012年7月31日閲覧。
4. 1 2  『CLIP2002〜2007&MORE』（DVD）中森明菜、ユニバーサルシグマ、2009年7月29日。UMBK-1137。
5. ↑  鷺沼晶良「今月の注目盤」『CDジャーナル』第53巻第9号、音楽出版社、2009年9月、125頁。
6. ↑  “CLIP 2002−2007 & MORE 中森明菜のプロフィールならオリコン芸能人事典”.  オリコン. 2010年11月2日時点のオリジナルよりアーカイブ。2012年8月1日閲覧。
7. ↑  “中森明菜/CLIP2002-2007&MORE〈初回生産限定・2012年12月28日までの期間限定出荷〉 [DVD] - CDJournal.com”.   音楽出版社. 2012年7月31日閲覧。
8. ↑  “中森明菜「CLIP 2002〜2007 & MORE」│UMBK-9224│4988005624239│Shopping│Billboard JAPAN”.  阪神コンテンツリンク、プランテック & Prometheus Global Media. 2013年4月14日閲覧。